# Veroli

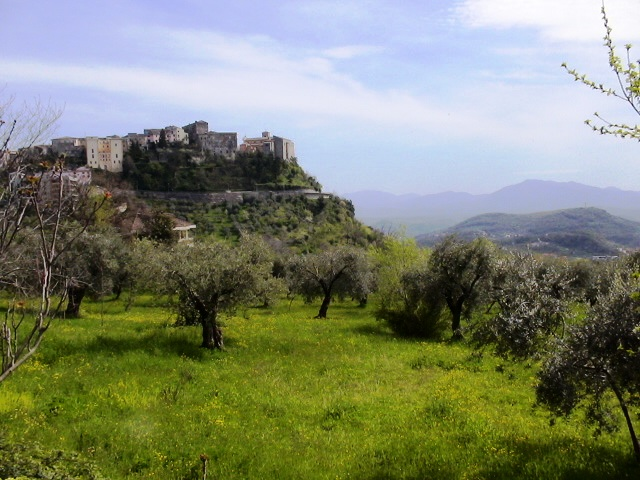
Veroli

Veroli is een gemeente in de Italiaanse provincie Frosinone (regio Latium) en telt 20.091 inwoners (31-12-2004). De oppervlakte bedraagt 120,3 km², de bevolkingsdichtheid is 165 inwoners per km².

## Demografie
Veroli telt ongeveer 7283 huishoudens. Het aantal inwoners steeg in de periode 1991-2001 met 3,1% volgens cijfers uit de tienjaarlijkse volkstellingen van ISTAT.
| Jaar | Inwoneraantal |
| ---- | ------------- |
| 1991 | 19.229        |
| 2001 | 19.818        |

## Geografie
De gemeente ligt op ongeveer 594 m boven zeeniveau.
Veroli grenst aan de volgende gemeenten: Alatri, Balsorano (AQ), Boville Ernica, Collepardo, Frosinone, Monte San Giovanni Campano, Morino (AQ), Ripi, San Vincenzo Valle Roveto (AQ), Sora, Torrice.